# Marianne Laxén
Catharina Marianne Laxén, född Örn 9 juni 1945 i Helsingfors, är en finländsk ämbetsman.
Laxén blev politices magister 1972, var generalsekreterare i socialdemokratiska kvinnoförbundet 1978–1988, specialforskare vid jämställdhetsbyrån 1988–1992, projektledare för Nordiskt forum 1992–1995, rådgivare vid Nordiska ministerrådet 1995–2000 och därefter chef för jämställdhetsenheten på näringsdepartementet i Stockholm.